# Albert Sanschagrin
Albert Sanschagrin OMI (* 5. August 1911 in Saint-Tite, Québec, Kanada; † 2. April 2009 in Richelieu, Québec) war Bischof von Saint-Hyacinthe.

## Leben
Albert Sanschagrin trat am 1. August 1930 der Ordensgemeinschaft der Oblaten der Unbefleckten Jungfrau Maria bei. Seine philosophischen Studien absolvierte er von 1931 bis 1933 an der Schule der Oblaten in Richelieu, die theologischen Studien von 1933 bis 1937 in Sainte-Agathe-des-Monts (Region Laurentides). Am 24. Mai 1936 empfing er in der Kirche von Sainte-Agathe-des-Monts die Priesterweihe durch Bischof Joseph-Eugène Limoges.
Er lehrte von 1937 bis 1939 als Professor für religiöse Soziologie in Sainte-Agathe-des-Monts. Von 1939 bis 1947 war er in der Christlichen Arbeiterjugend in Montreal tätig. Zudem war er Herausgeber der Monatszeitschrift der Seelsorger der Katholischen Aktion. Im Jahre 1947 wurde auf Antrag der chilenischen Bischöfe Leiter der Katholischen Aktion und der der Katholischen Arbeiterjugend in Chile. Parallel baute er die Mission seines Ordens in Chile, Bolivien sowie Surinam auf. 1953 wurde er zum Provinzial der Oblaten im Osten Kanadas ernannt.
Am 12. August 1957 wurde er von Papst Pius XII. zum Titularbischof von Bagis und zum Koadjutor sowie Weihbischof im Bistum Amos ernannt. Die Bischofsweihe spendete ihm der Apostolische Delegat in Kanada, Erzbischof Giovanni Panico, am 14. September 1957 in Sacré-Cœur von Ottawa; Mitkonsekratoren waren Joseph Louis Aldée Desmarais, Bischof von Amos, und Bischof Martin Joseph-Honoré LaJeunesse OMI, Apostolischer Vikar in Keewatin. Am 31. Oktober 1959 wurde er zum Apostolischen Administrator der Diözese Amos ernannt. Am 13. Juni 1967 wurde Sanschagrin durch Papst Paul VI. zum neunten Bischof des Bistums Saint-Hyacinthe berufen.
Er nahm an allen vier Sitzungsperioden des Zweiten Vatikanischen Konzils als Konzilsvater teil. Sein Rücktrittsgesuch nahm Papst Johannes Paul II. am 18. Juli 1979 an. 1997 zog er sich in das Oblatenkloster Notre-Dame in Richelieu in der Provinz Québec zurück, wo er am 2. April 2009 im Alter von 97 Jahren starb. Er war zu jenem Zeitpunkt der älteste Bischof Kanadas.